# Вайтвілл (Північна Кароліна)
Вайтвілл (англ. Whiteville) — місто (англ. city) в США, в окрузі Колумбус штату Північна Кароліна. Населення — 4766 осіб (2020).

## Географія
Вайтвілл розташований за координатами 34°19′49″ пн. ш. 78°42′5″ зх. д. / 34.33028° пн. ш. 78.70139° зх. д. (34.330295, -78.701433).  За даними Бюро перепису населення США в 2010 році місто мало площу 14,15 км², уся площа — суходіл.

## Демографія
Згідно з переписом 2010 року, у місті мешкали 5394 особи в 2318 домогосподарствах у складі 1303 родин. Густота населення становила 381 особа/км².  Було 2662 помешкання (188/км²).
Расовий склад населення:
| - 53,2 % — білих - 41,0 % — чорних або афроамериканців - 1,3 % — корінних американців - 0,8 % — азіатів - 0,1 % — вихідців з тихоокеанських островів - 2,0 % — осіб інших рас |

До двох чи більше рас належало 1,7 %. Частка іспаномовних становила 3,3 % від усіх жителів.
За віковим діапазоном населення розподілялося таким чином: 22,0 % — особи молодші 18 років, 58,3 % — особи у віці 18—64 років, 19,7 % — особи у віці 65 років та старші. Медіана віку мешканця становила 41,4 року. На 100 осіб жіночої статі у місті припадало 80,8 чоловіків;  на 100 жінок у віці від 18 років та старших — 76,5 чоловіків також старших 18 років.
Середній дохід на одне домашнє господарство  становив 41 121 долар США (медіана — 24 011), а середній дохід на одну сім'ю — 54 897 доларів (медіана — 37 202). За межею бідності перебувало 40,0 % осіб, у тому числі 60,1 % дітей у віці до 18 років та 22,2 % осіб у віці 65 років та старших.
Цивільне працевлаштоване населення становило 1604 особи. Основні галузі зайнятості: освіта, охорона здоров'я та соціальна допомога — 29,4 %, роздрібна торгівля — 20,0 %, мистецтво, розваги та відпочинок — 10,7 %, публічна адміністрація — 8,4 %.